# Villeneuve-d'Olmes
Pour les articles homonymes, voir Villeneuve.
Villeneuve-d'Olmes (Vilanòva d'Òlmes en occitan languedocien) est une commune française située dans le département de l'Ariège, en région Occitanie. Sur le plan historique et culturel, la commune fait partie du pays d'Olmes, haut lieu de la tragédie cathare alliant des paysages d'une extrême diversité.
Exposée à un climat océanique altéré, elle est drainée par le Douctouyre, le Touyre et par divers autres petits cours d'eau. La commune possède un patrimoine naturel remarquable composé de six zones naturelles d'intérêt écologique, faunistique et floristique.
Villeneuve-d'Olmes est une commune urbaine qui compte 962 habitants en 2022. Elle fait partie de l'aire d'attraction de Lavelanet. Ses habitants sont appelés les Villeneuvolmois ou Villeneuvolmoises.

## Géographie

### Localisation
Commune située dans les Pyrénées au sud-ouest de Lavelanet en Pays d'Olmes sur le Touyre.

### Communes limitrophes
Les communes limitrophes sont  Bénaix, Lavelanet, Montferrier, Péreille et Roquefixade.
|             | Péreille           |           |
| Roquefixade | Villeneuve-d'Olmes | Lavelanet |
| Montferrier | Bénaix             |           |

### Géologie et relief
La commune est située dans les Pyrénées, une chaîne montagneuse jeune, érigée durant l'ère tertiaire (il y a 40 millions d'années environ), en même temps que les Alpes. Les terrains affleurants sur le territoire communal sont constitués de roches sédimentaires datant pour certaines du Cénozoïque, l'ère géologique la plus récente sur l'échelle des temps géologiques, débutant il y a 66 millions d'années, et pour d'autres du Mésozoïque, anciennement appelé Ère secondaire, qui s'étend de −252,2 à −66,0 Ma. La structure détaillée des couches affleurantes est décrite dans les feuilles « n°1075 - Foix » et « n°1076 - Lavelanet » de la carte géologique harmonisée au 1/50 000ème du département de l'Ariège, et leurs notices associées,.
La superficie cadastrale de la commune publiée par l’Insee, qui sert de références dans toutes les statistiques, est de 5,92 km2,. La superficie géographique, issue de la BD Topo, composante du Référentiel à grande échelle produit par l'IGN, est quant à elle de 6,05 km2. Son relief est relativement accidenté puisque la dénivelée maximale atteint 336 mètres. L'altitude du territoire varie entre 544 m et 880 m.

### Hydrographie

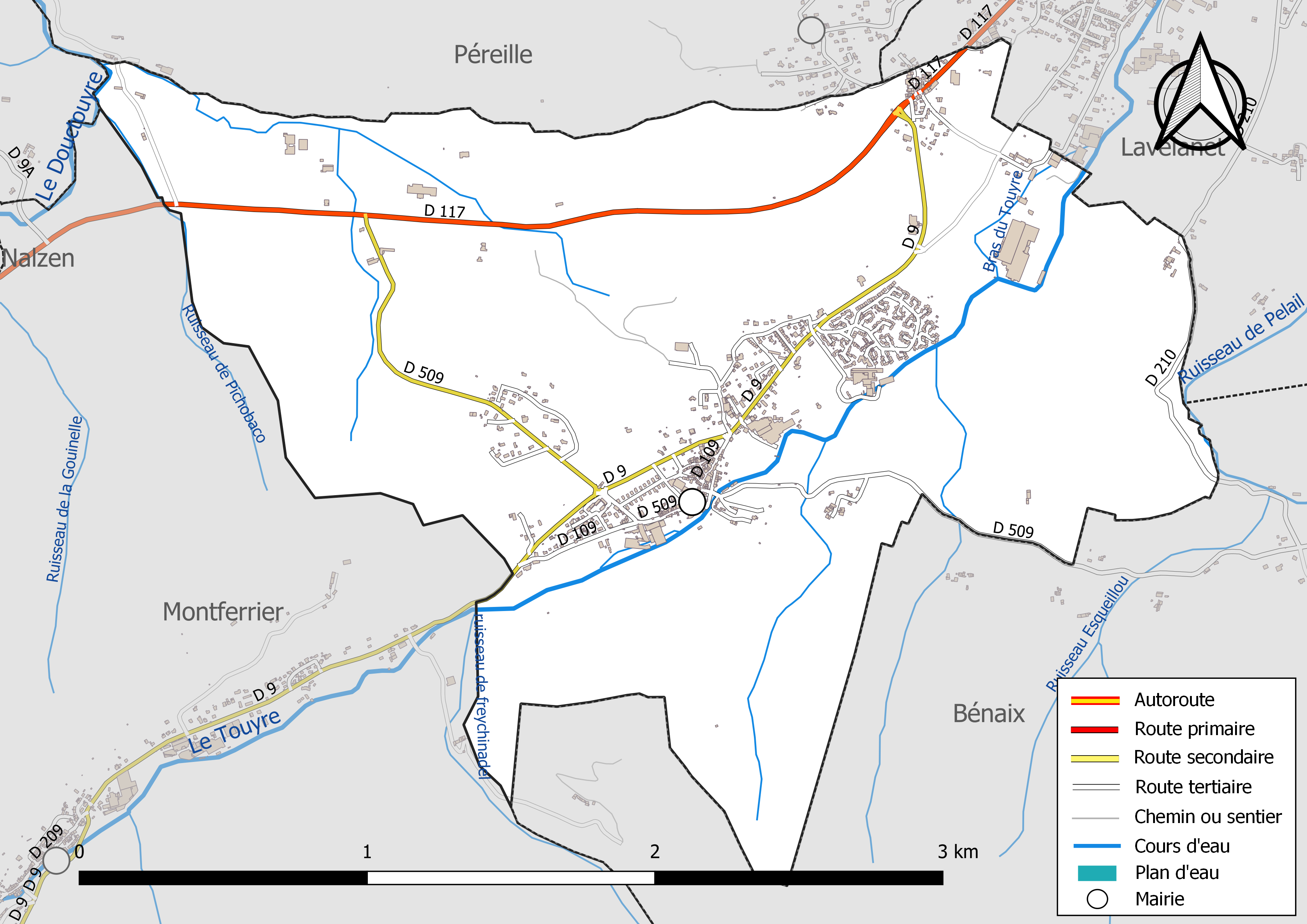
Réseaux hydrographique et routier de Villeneuve-d'Olmes.

La commune est dans le bassin versant de la Garonne, au sein du bassin hydrographique Adour-Garonne. Elle est drainée par le Douctouyre, le Touyre, un bras du Touyre, un bras du Touyre, le ruisseau de freychinadel, le ruisseau de Pichobaco et par divers petits cours d'eau, constituant un réseau hydrographique de 11 km de longueur totale,.
Le Douctouyre, d'une longueur totale de 42,08 km, prend sa source dans la commune de Freychenet et s'écoule du sud vers le nord. Il traverse la commune et se jette dans l'Hers-Vif à Vals, après avoir traversé 16 communes.
Le Touyre, d'une longueur totale de 39,2 km, prend sa source dans la commune de Montferrier et s'écoule du sud vers le nord. Il traverse la commune et se jette dans l'Hers-Vif à Lagarde, après avoir traversé 10 communes.

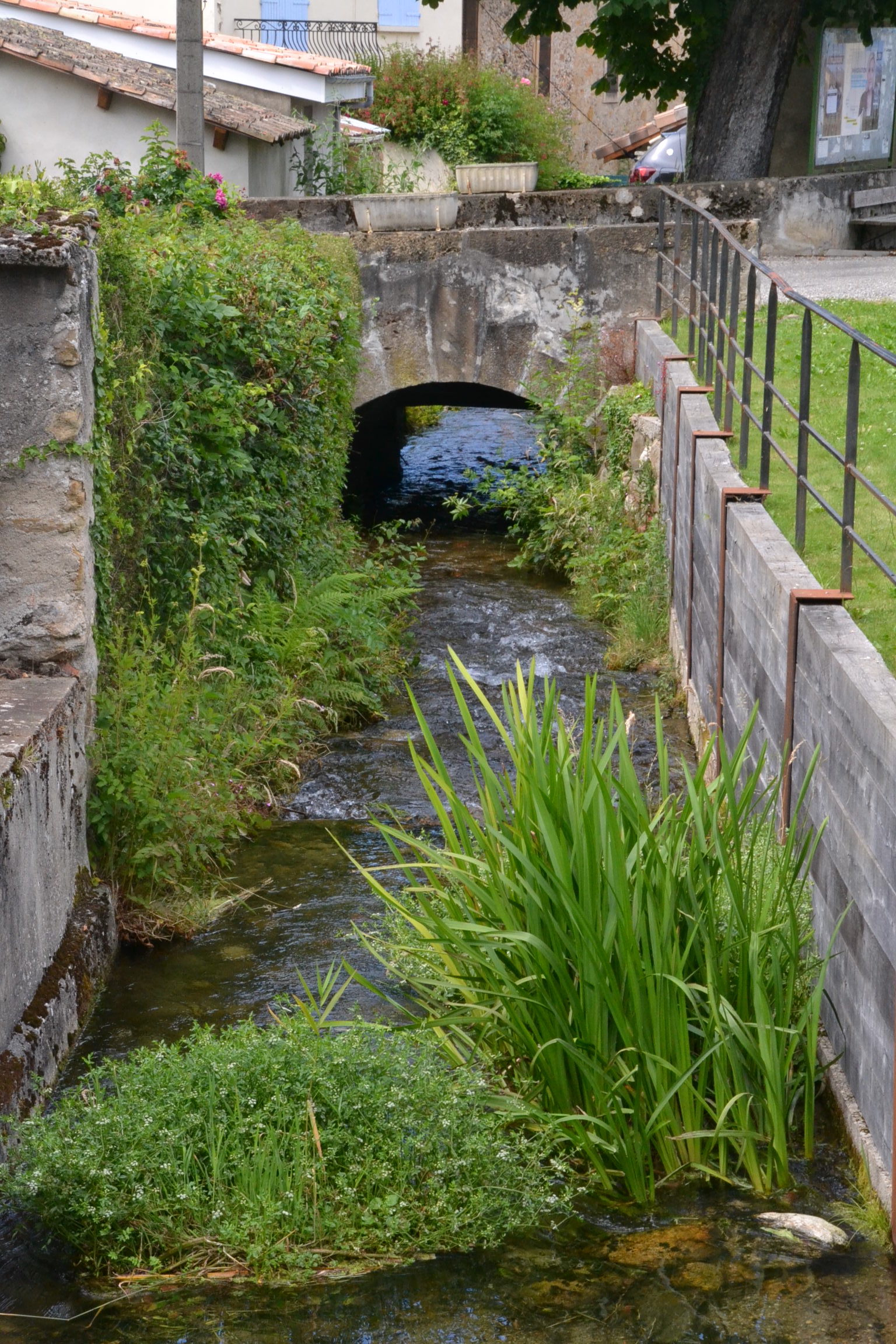
Canal traversant le bourg.

### Climat
Pour des articles plus généraux, voir Climat de l'Occitanie et Climat de l'Ariège.
En 2010, le climat de la commune est de type climat océanique altéré, selon une étude s'appuyant sur une série de données couvrant la période 1971-2000. En 2020, Météo-France publie une typologie des climats de la France métropolitaine dans laquelle la commune est exposée à un climat de montagne et est dans la région climatique Pyrénées centrales, caractérisée par une pluviométrie annuelle de 1 000 à 1 200 mm.
Pour la période 1971-2000, la température annuelle moyenne est de 11,5 °C, avec une amplitude thermique annuelle de 15,1 °C. Le cumul annuel moyen de précipitations est de 1 031 mm, avec 9,5 jours de précipitations en janvier et 6,6 jours en juillet. Pour la période 1991-2020, la température moyenne annuelle observée sur la station météorologique la plus proche, située sur la commune de Montferrier à 2 km à vol d'oiseau, est de 11,2 °C et le cumul annuel moyen de précipitations est de 1 438,0 mm,. Pour l'avenir, les paramètres climatiques de la commune estimés pour 2050 selon différents scénarios d'émission de gaz à effet de serre sont consultables sur un site dédié publié par Météo-France en novembre 2022.

### Milieux naturels et biodiversité
L’inventaire des zones naturelles d'intérêt écologique, faunistique et floristique (ZNIEFF) a pour objectif de réaliser une couverture des zones les plus intéressantes sur le plan écologique, essentiellement dans la perspective d’améliorer la connaissance du patrimoine naturel national et de fournir aux différents décideurs un outil d’aide à la prise en compte de l’environnement dans l’aménagement du territoire.
Quatre ZNIEFF de type 1 sont recensées sur la commune :
- « le Plantaurel entre Foix et Lavelanet » (11 312 ha), couvrant 26 communes du département[22] ;
- le « massif de Tabe - Saint-Barthélemy » (15 185 ha), couvrant 20 communes du département[23] ;
- les « montagnes de Belesta, de la Frau, de l'Ordat et de Prades » (14 014 ha), couvrant 32 communes dont 28 dans l'Ariège et 4 dans l'Aude[24] ;
- le « réseau hydrographique du Touyre entre Montferrier et Léran » (64 ha), couvrant 10 communes du département[25] ;

et deux ZNIEFF de type 2, : 
- « le Plantaurel » (42 116 ha), couvrant 72 communes dont 68 dans l'Ariège, 2 dans l'Aude et 2 dans la Haute-Garonne[26] ;
- les « montagnes d'Olmes » (31 924 ha), couvrant 33 communes dont 31 dans l'Ariège et 2 dans l'Aude[27].

Carte des ZNIEFF de type 1 et 2 à Villeneuve-d'Olmes.
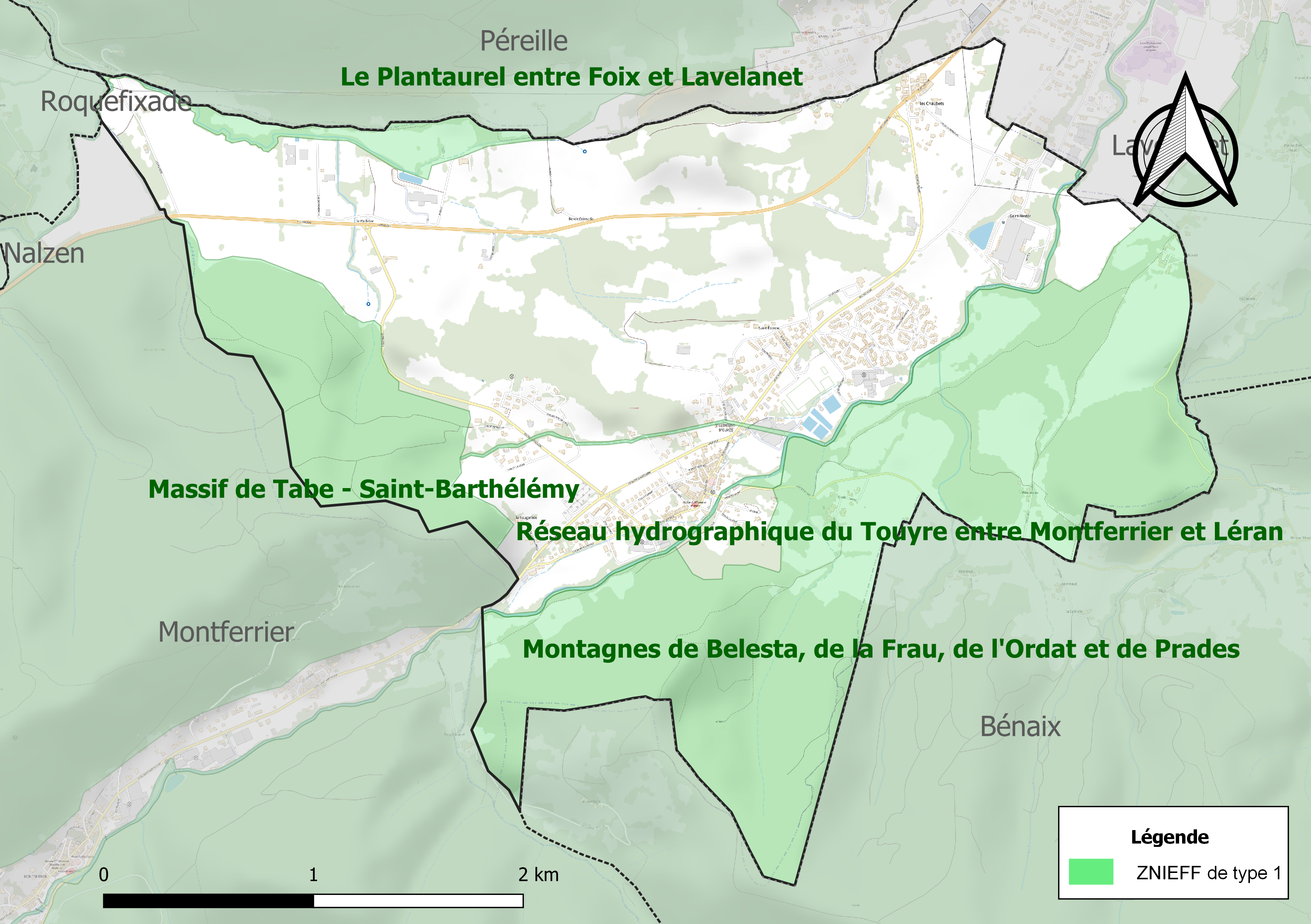
Carte des ZNIEFF de type 1 sur la commune.
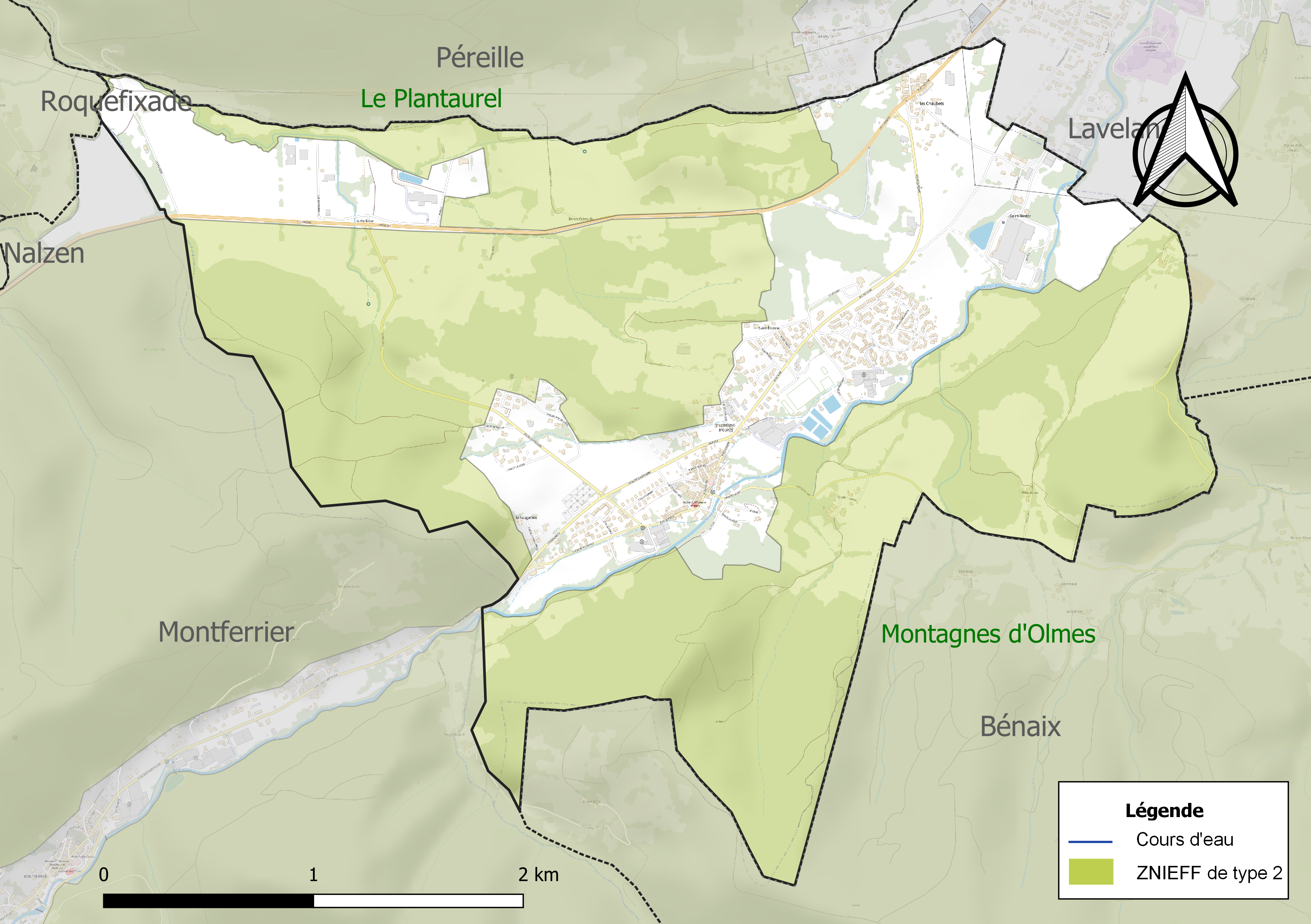
Carte des ZNIEFF de type 2 sur la commune.

## Urbanisme

### Typologie
Au 1er janvier 2024, Villeneuve-d'Olmes est catégorisée petite ville, selon la nouvelle grille communale de densité à 7 niveaux définie par l'Insee en 2022.
Elle est située hors unité urbaine. Par ailleurs la commune fait partie de l'aire d'attraction de Lavelanet, dont elle est une commune du pôle principal,. Cette aire, qui regroupe 28 communes, est catégorisée dans les aires de moins de 50 000 habitants,.

### Occupation des sols

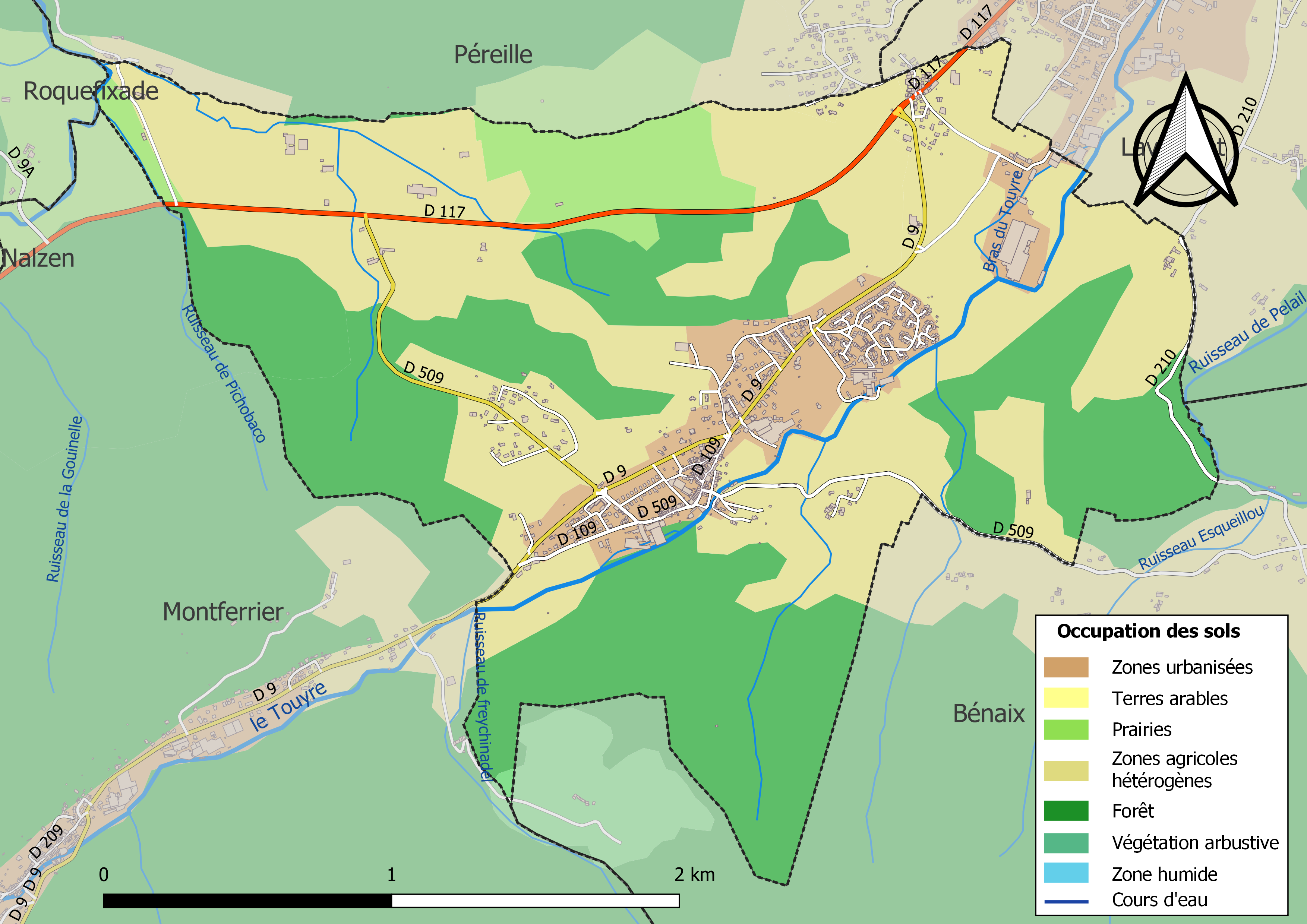
Carte des infrastructures et de l'occupation des sols de la commune en 2018 (CLC).

L'occupation des sols de la commune, telle qu'elle ressort de la base de données européenne d’occupation biophysique des sols Corine Land Cover (CLC), est marquée par l'importance des territoires agricoles (43,4 % en 2018), en diminution par rapport à 1990 (51,9 %). La répartition détaillée en 2018 est la suivante : 
forêts (38,4 %), zones agricoles hétérogènes (24,4 %), prairies (19 %), zones urbanisées (16,7 %), zones industrielles ou commerciales et réseaux de communication (1,4 %). L'évolution de l’occupation des sols de la commune et de ses infrastructures peut être observée sur les différentes représentations cartographiques du territoire : la carte de Cassini (XVIIIe siècle), la carte d'état-major (1820-1866) et les cartes ou photos aériennes de l'IGN pour la période actuelle (1950 à aujourd'hui).

### Habitat et logement
En 2018, le nombre total de logements dans la commune était de 625, alors qu'il était de 627 en 2013 et de 620 en 2008.
Parmi ces logements, 76,5 % étaient des résidences principales, 5,1 % des résidences secondaires et 18,4 % des logements vacants. Ces logements étaient pour 85,4 % d'entre eux des maisons individuelles et pour 14,1 % des appartements.
Le tableau ci-dessous présente la typologie des logements à Villeneuve-d'Olmes en 2018 en comparaison avec celle de l'Ariège et de la France entière. Une caractéristique marquante du parc de logements est ainsi une proportion de résidences secondaires et logements occasionnels (5,1 %) inférieure à celle du département (24,6 %) mais supérieure à celle de la France entière (9,7 %). Concernant le statut d'occupation de ces logements, 78,7 % des habitants de la commune sont propriétaires de leur logement (79,1 % en 2013), contre 66,3 % pour l'Ariège et 57,5 % pour la France entière.
| Typologie                                               | Villeneuve-d'Olmes | Ariège | France entière |
| ------------------------------------------------------- | ------------------ | ------ | -------------- |
| Résidences principales (en %)                           | 76,5               | 65,7   | 82,1           |
| Résidences secondaires et logements occasionnels (en %) | 5,1                | 24,6   | 9,7            |
| Logements vacants (en %)                                | 18,4               | 9,7    | 8,2            |

### Risques majeurs
Le territoire de la commune de Villeneuve-d'Olmes est vulnérable à différents aléas naturels : inondations, climatiques (grand froid ou canicule), feux de forêts, mouvements de terrains et séisme (sismicité modérée). Il est également exposé à un risque technologique,  le transport de matières dangereuses,.

#### Risques naturels

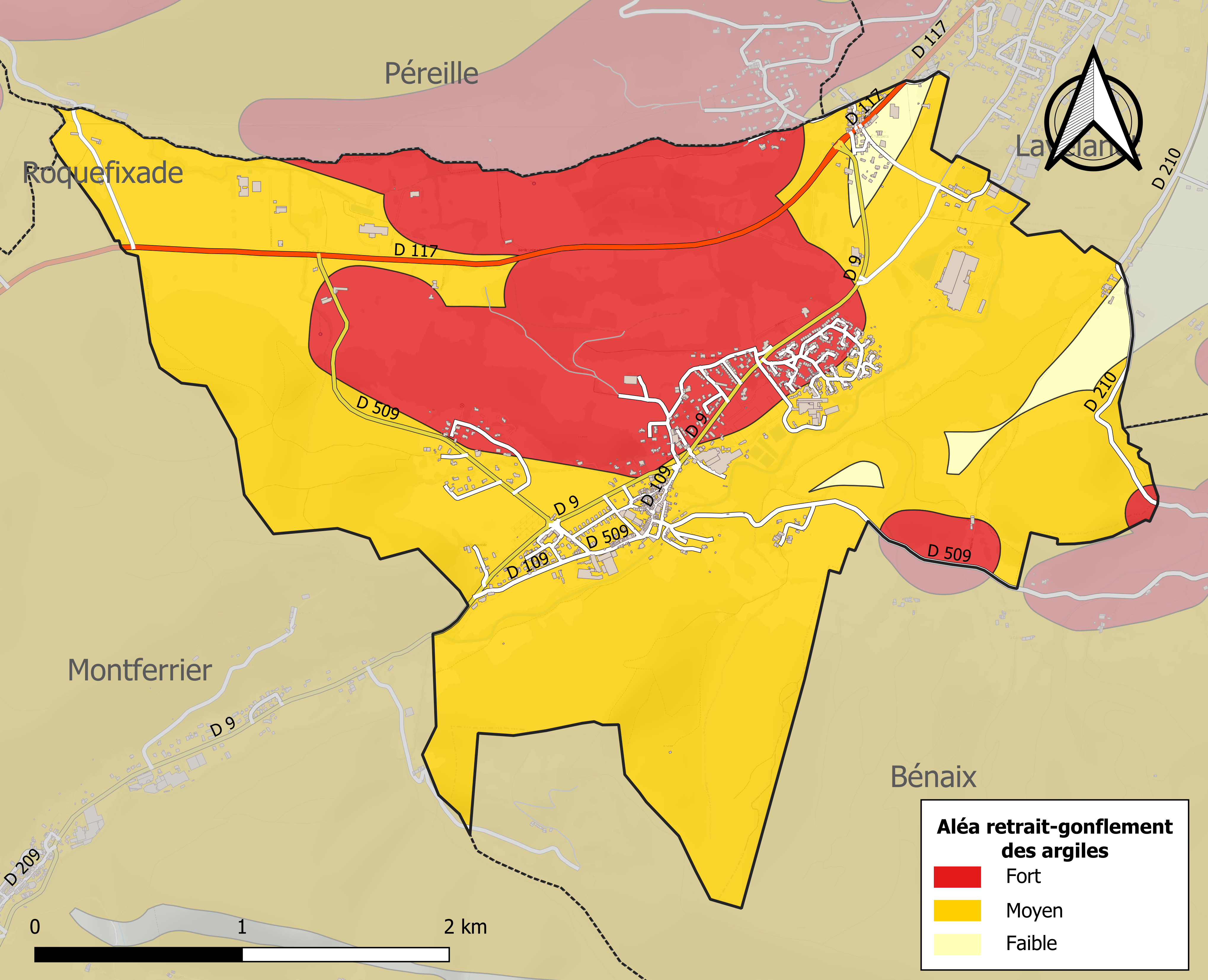
Zonage de l'aléa retrait-gonflement des argiles sur la commune de Villeneuve-d'Olmes.

Certaines parties du territoire communal sont susceptibles d’être affectées par le risque d’inondation par débordement, crue torrentielle d'un cours d'eau, le Touyre, ou ruissellement d'un versant. L’épisode de crue le plus marquant dans le département reste sans doute celui de 1875. Parmi les inondations marquantes plus récentes concernant le Touyre figurent les crues de 1992.
Les mouvements de terrains susceptibles de se produire sur la commune sont soit des chutes de blocs, soit des glissements de terrains, soit des effondrements liés à des cavités souterraines, soit des mouvements liés au retrait-gonflement des argiles. Près de 50 % de la superficie du département est concernée par l'aléa retrait-gonflement des argiles, dont la commune de Villeneuve-d'Olmes. L'inventaire national des cavités souterraines permet par ailleurs de localiser celles situées sur la commune.
Près de 50 % de la superficie du département est concernée par l'aléa retrait-gonflement des argiles, dont la commune de Villeneuve-d'Olmes. L'inventaire national des cavités souterraines permet par ailleurs de localiser celles situées sur la commune.
Ces risques naturels sont pris en compte dans l'aménagement du territoire de la commune par le biais d'un plan de prévention des risques (PPR) inondation et mouvement de terrain approuvé le 26 avril 2001.

#### Risques technologiques
Le risque de transport de matières dangereuses par une infrastructure routière ou ferroviaire ou par une canalisation de transport de gaz concerne la commune. Un accident se produisant sur une telle infrastructure est en effet susceptible d’avoir des effets graves au bâti ou aux personnes jusqu’à 350 m, selon la nature du matériau transporté. Des dispositions d’urbanisme peuvent être préconisées en conséquence.

## Politique et administration

### Découpage territorial
La commune de Villeneuve-d'Olmes est membre de la communauté de communes du Pays d'Olmes, un établissement public de coopération intercommunale (EPCI) à fiscalité propre créé le 26 décembre 1995 dont le siège est à Lavelanet. Ce dernier est par ailleurs membre d'autres groupements intercommunaux.
Sur le plan administratif, elle est rattachée à l'arrondissement de Pamiers, au département de l'Ariège, en tant que circonscription administrative de l'État, et à la région Occitanie.
Sur le plan électoral, elle dépend du canton du Pays d'Olmes pour l'élection des conseillers départementaux, depuis le redécoupage cantonal de 2014 entré en vigueur en 2015, et de la première circonscription de l'Ariège  pour les élections législatives, depuis le redécoupage électoral de 1986.

### Liste des maires

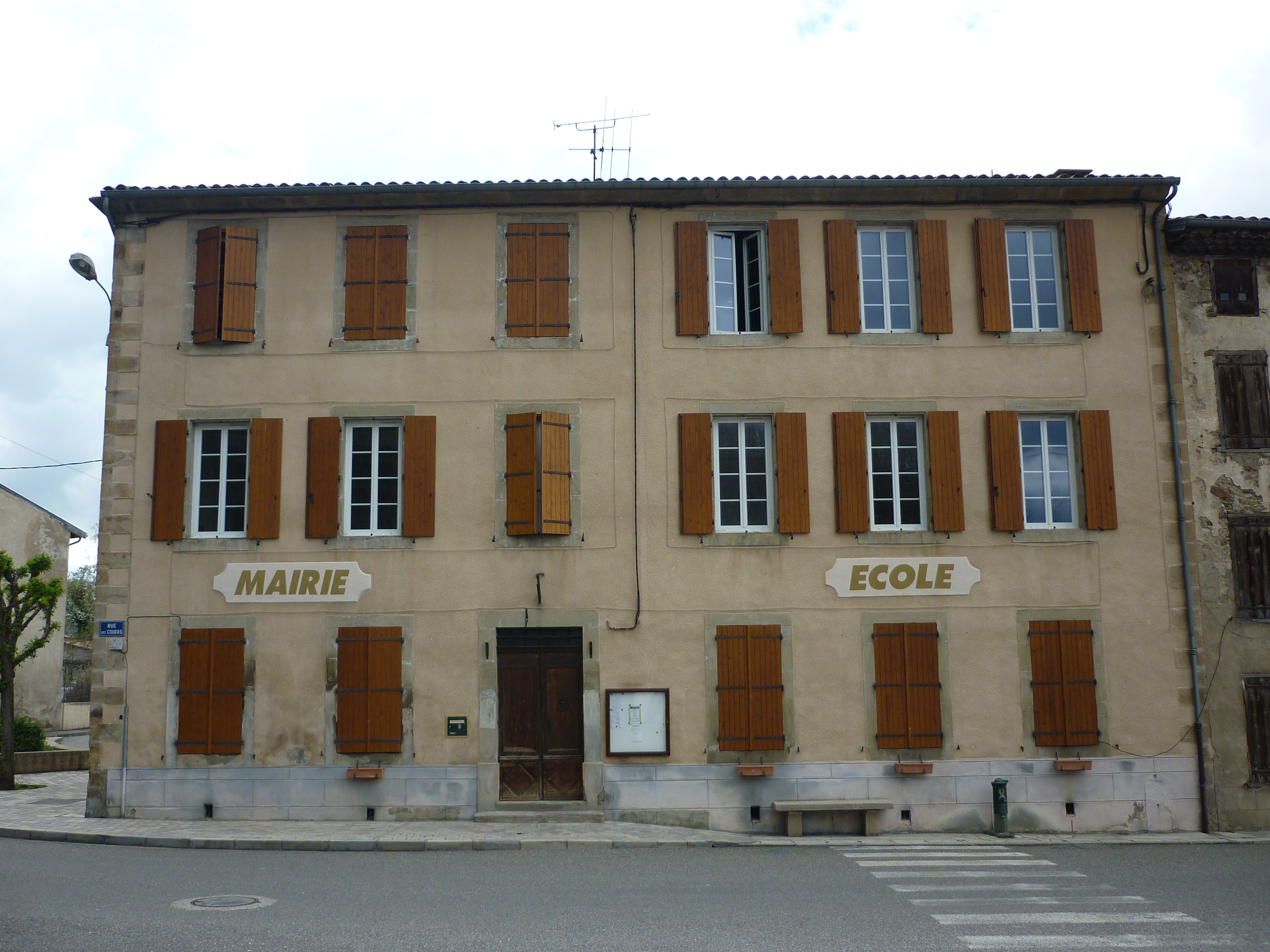
La mairie et l'école de Villeneuve-d'Olmes.

| Période                                  | Période  | Identité         | Étiquette | Qualité                                                    |
| ---------------------------------------- | -------- | ---------------- | --------- | ---------------------------------------------------------- |
| avant 1988                               | ?        | Roland Mercadère | PCF       |                                                            |
| mars 2001                                | 2008     | Patrick Pont     | MoDem     |                                                            |
| mars 2008                                | En cours | Gérald Sgobbo    | LREM      | Artisan Président de la communauté de communes (2014-2020) |
| Les données manquantes sont à compléter. |          |                  |           |                                                            |

## Démographie
| 1793 | 1800 | 1806 | 1821 | 1831 | 1836 | 1841 | 1846 | 1851 |
| ---- | ---- | ---- | ---- | ---- | ---- | ---- | ---- | ---- |
| 503  | 438  | 489  | 555  | 644  | 639  | 660  | 684  | 611  |

| 1856 | 1861 | 1866 | 1872 | 1876 | 1881 | 1886 | 1891 | 1896 |
| ---- | ---- | ---- | ---- | ---- | ---- | ---- | ---- | ---- |
| 622  | 604  | 591  | 567  | 560  | 597  | 603  | 615  | 584  |

| 1901 | 1906 | 1911 | 1921 | 1926 | 1931 | 1936 | 1946 | 1954 |
| ---- | ---- | ---- | ---- | ---- | ---- | ---- | ---- | ---- |
| 621  | 555  | 524  | 537  | 582  | 520  | 540  | 522  | 708  |

| 1962 | 1968 | 1975  | 1982  | 1990  | 1999  | 2006  | 2007  | 2012  |
| ---- | ---- | ----- | ----- | ----- | ----- | ----- | ----- | ----- |
| 903  | 911  | 1 339 | 1 816 | 1 574 | 1 292 | 1 178 | 1 162 | 1 057 |

| 2017 | 2022 | - | - | - | - | - | - | - |
| ---- | ---- | - | - | - | - | - | - | - |
| 989  | 962  | - | - | - | - | - | - | - |

## Économie

### Revenus
En 2018  (données Insee publiées en septembre 2021), la commune compte 477 ménages fiscaux, regroupant 926 personnes. La médiane du revenu disponible par unité de consommation est de 18 760 € (19 820 € dans le département).

### Emploi
| Division       | 2008  | 2013   | 2018   |
| -------------- | ----- | ------ | ------ |
| Commune        | 9,6 % | 14,7 % | 14,2 % |
| Département    | 8,9 % | 11,1 % | 11,2 % |
| France entière | 8,3 % | 10 %   | 10 %   |

En 2018, la population âgée de 15 à 64 ans s'élève à 523 personnes, parmi lesquelles on compte 68,1 % d'actifs (53,9 % ayant un emploi et 14,2 % de chômeurs) et 31,9 % d'inactifs,. Depuis 2008, le taux de chômage communal (au sens du recensement) des 15-64 ans est supérieur à celui de la France et du département.
La commune fait partie du pôle principal de l'aire d'attraction de Lavelanet,. Elle compte 193 emplois en 2018, contre 261 en 2013 et 505 en 2008. Le nombre d'actifs ayant un emploi résidant dans la commune est de 295, soit un indicateur de concentration d'emploi de 65,5 % et un taux d'activité parmi les 15 ans ou plus de 42,8 %.
Sur ces 295 actifs de 15 ans ou plus ayant un emploi, 72 travaillent dans la commune, soit 24 % des habitants. Pour se rendre au travail, 88 % des habitants utilisent un véhicule personnel ou de fonction à quatre roues, 2 % les transports en commun, 5,6 % s'y rendent en deux-roues, à vélo ou à pied et 4,3 % n'ont pas besoin de transport (travail au domicile).

### Activités hors agriculture
73 établissements sont implantés  à Villeneuve-d'Olmes au 31 décembre 2019. Le tableau ci-dessous en détaille le nombre par secteur d'activité et compare les ratios avec ceux du département,.
| Secteur d'activité                                                                                        | Commune | Commune | Département |
| Secteur d'activité                                                                                        | Nombre  | %       | %           |
| --- | ------- | ------- | ----------- |
| Ensemble                                                                                                  | 73      |         |             |
| Industrie manufacturière, industries extractives et autres                                                | 24      | 32,9 %  | (12,9 %)    |
| Construction                                                                                              | 6       | 8,2 %   | (14,2 %)    |
| Commerce de gros et de détail, transports, hébergement et restauration                                    | 20      | 27,4 %  | (27,5 %)    |
| Activités financières et d'assurance                                                                      | 1       | 1,4 %   | (2,8 %)     |
| Activités immobilières                                                                                    | 2       | 2,7 %   | (4,2 %)     |
| Activités spécialisées, scientifiques et techniques et activités de services administratifs et de soutien | 5       | 6,8 %   | (13,2 %)    |
| Administration publique, enseignement, santé humaine et action sociale                                    | 9       | 12,3 %  | (14,4 %)    |
| Autres activités de services                                                                              | 6       | 8,2 %   | (8,8 %)     |

Le secteur de l'industrie manufacturière, des industries extractives et autres est prépondérant sur la commune puisqu'il représente 32,9 % du nombre total d'établissements de la commune (24 sur les 73 entreprises implantées  à Villeneuve-d'Olmes), contre 12,9 % au niveau départemental.
Les cinq entreprises ayant leur siège social sur le territoire communal qui génèrent le plus de chiffre d'affaires en 2020 sont : 
- Rabaute Automobiles, commerce de voitures et de véhicules automobiles légers (3 004 k€) ;
- Alliance Chaudronnerie Tuyauterie Industrie - ACTI, installation de structures métalliques, chaudronnées et de tuyauterie (1 820 k€) ;
- Cuxac Et Fils, mécanique industrielle (1 080 k€) ;
- Chaudronnerie Mecanique Labrousse - CML, mécanique industrielle (325 k€) ;
- Ariège Concept Chauffage, travaux d'installation d'équipements thermiques et de climatisation (273 k€).

La commune de Villeneuve a été marquée aux XIXe et XXe siècles par une importante activité textile, qui a fait suite à une proto-industrie liée aux forges. Quelques-unes des plus grosses entreprises textiles du pays d'Olmes ont développé leur activité sur le territoire, comme Avelana ou la Sotap-Carol. Ces usines sont aujourd'hui fermées.

### Agriculture
|                                   | 1988 | 2000 | 2010 |
| --------------------------------- | ---- | ---- | ---- |
| Exploitations                     | 9    | 2    | 3    |
| Superficie agricole utilisée (ha) | 152  | 73   | nd   |

La commune fait partie de la petite région agricole dénommée « Région sous-pyrénéenne ». Trois exploitations agricoles ayant leur siège dans la commune sont dénombrées lors du recensement agricole de 2010 (neuf en 1988).

## Culture locale et patrimoine

### Lieux et monuments
- Église Notre-Dame-de-l'Assomption.
- Point de vue du site de la Tour.

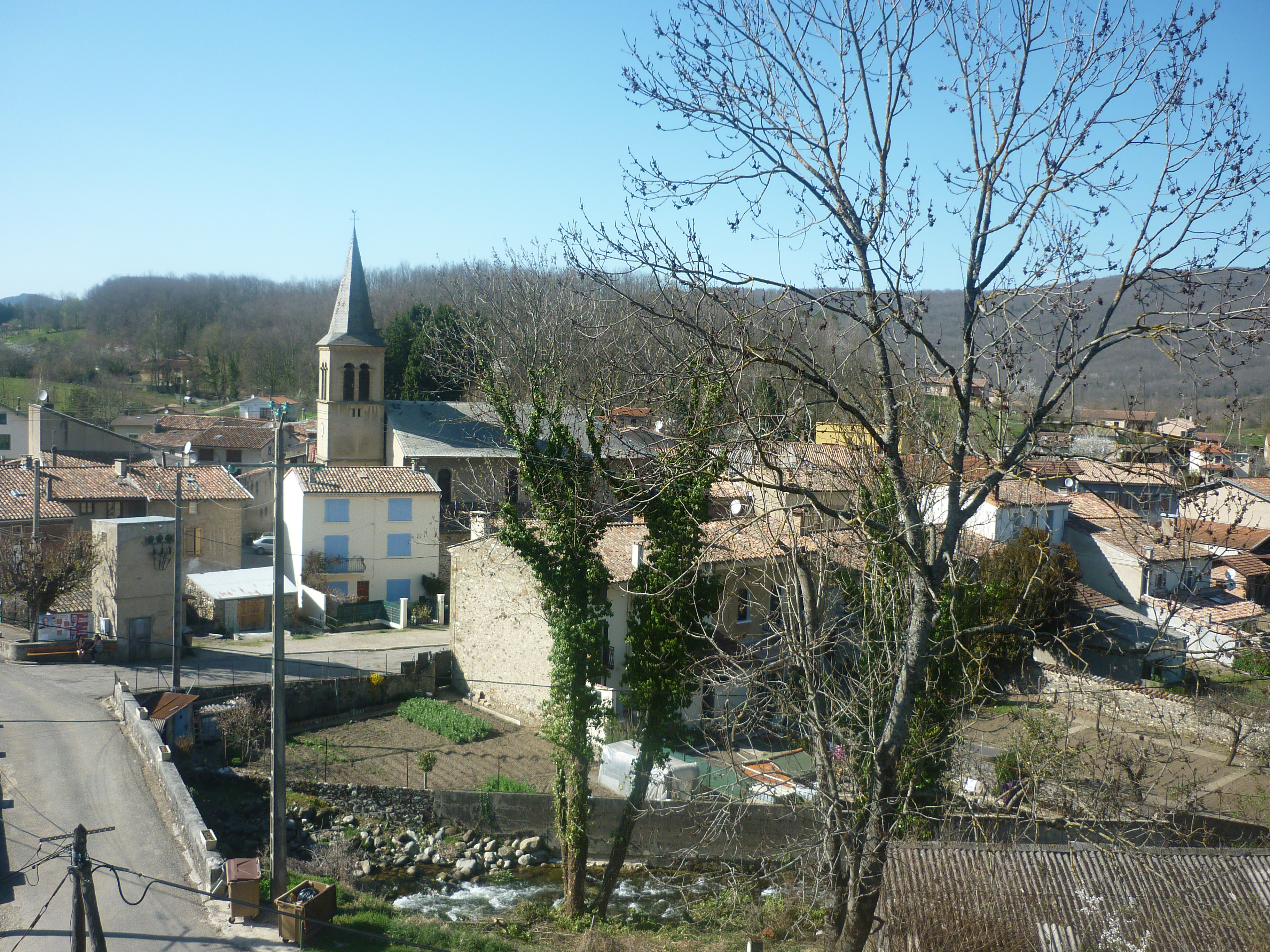
Centre du village et l'église Notre-Dame-de-l'Assomption.

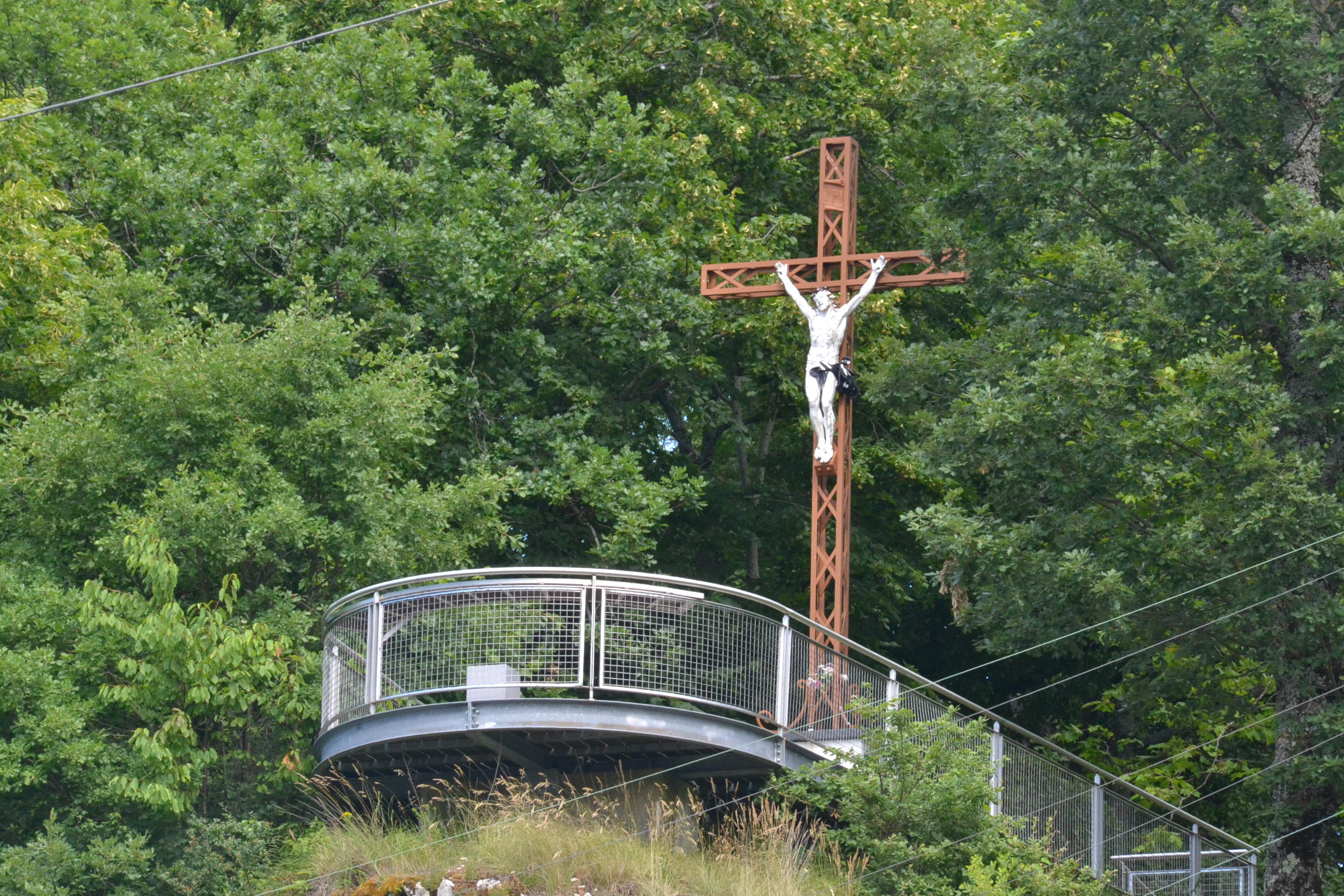
Calvaire et point de vue du site de la Tour.

### Personnalités liées à la commune
- US Villeneuve-d'Olmes xv actuellement en sommeil pourrait être réactivé au niveau de l'école de rugby et intégrer le regroupement éducatif du rugby pays d'Olmes (projet fin 2021).

### Héraldique
| Blason de Villeneuve-d'Olmes | Blason  | De sinople à un chevron d'or et un chef de même. |
| Blason de Villeneuve-d'Olmes | Détails | Le statut officiel du blason reste à déterminer. |